# هالینا رین
هالینا رین (هلندی: Halina Reijn؛ زادهٔ ۱۰ نوامبر ۱۹۷۵) یک نویسنده، بازیگر سینما، و هنرپیشه اهل هلند است.
از فیلم‌ها یا برنامه‌های تلویزیونی که وی در آن نقش داشته است، می‌توان به والکیری، کتاب سیاه، سینتل و خولتسیوس و پلیکان کامپنی اشاره کرد.